# Promesas de arena
Promesas de arena es una serie de televisión española producida por RTVE y Atlantia Media. Basada en la novela homónima de Laura Garzón, está protagonizada por Andrea Duro, Daniel Grao, Francesco Arca y Blanca Portillo. Su estreno en abierto tuvo lugar el 11 de noviembre de 2019.

## Argumento
Cargada de ilusiones y de buenos propósitos, pero también buscando su lugar en el mundo, Lucía (Andrea Duro) viaja a las profundidades de Libia como cooperante de la ONG Acción Global en un hospital.
Fascinada por un universo tan exótico como peligroso, y rodeada por Jaime (Marcel Borràs), Berta (Thaïs Blume) y Diego (Jairo Sánchez), sus compañeros de aventura, la joven descubrirá los dos polos humanos que allí se manejan: quiénes lo dan todo, como la enfermera Fathia (Somaya Taoufiki) y el doctor Hamid (Khaled Kouka); y quiénes sacan partido de todo, como Hayzam (Francesco Arca), un personaje ambiguo que no se compromete con nadie y que, con su inquietante magnetismo, la subyugará perdidamente, llevándola hasta los límites de la pasión.
Allí también conocerá a Andy (Daniel Grao), el jefe del campamento, un hombre honesto y superado por su responsabilidad que se enamorará de ella; y a Julia (Blanca Portillo), una dura veterana encargada de los suministros con una misión oculta.

## Reparto

### Principal
- Andrea Duro – Lucía
- Daniel Grao – Andy
- Francesco Arca como Hayzam Rinaldi

con la colaboración especial de
- Blanca Portillo – Julia (Episodio 1 - Episodio 3; Episodio 6)

### Secundario
- Thaïs Blume – Berta (Episodio 1 - Episodio 4)
- Marcel Borràs – Jaime (Episodio 1 - Episodio 4; Episodio 6)
- Jairo Sánchez – Diego (Episodio 1 - Episodio 4)
- Ayoub El Hilali – Youseff
- Khaled Kouka – Doctor Hamid † (Episodio 1 - Episodio 5)
- Somaya Taoufiki – Fathia † (Episodio 1 - Episodio 5)
- Abdelatif Hwidar – Basir † (Episodio 1 - Episodio 2)
- Aymen Mabrouk – Mehed
- Kaabil Sekali – Karim † (Episodio 1 - Episodio 4)
- Adil Koukouh – Bahac (Episodio 1 - Episodio 3)
- Mohamed M. Gharsalli – Abu Malef
- Farah Choura – Amina

## Temporadas y episodios
| Temporada | Temporada | Episodios | Estreno                 | Final                   | Audiencia media | Audiencia media | Audiencia media |
| Temporada | Temporada | Episodios | Estreno                 | Final                   | Espectadores    | Cuota           |                 |
| --------- | --------- | --------- | ----------------------- | ----------------------- | --------------- | --------------- | --------------- |
|           | 1         | 6         | 11 de noviembre de 2019 | 16 de diciembre de 2019 | 1 464 000       | 9,8%            |                 |

### Temporada 1
| N.º (serie) | N.º (temp.) | Título                          | Dirección        | Guion                           | Fecha de emisión        | Audiencia         |
| ----------- | ----------- | ------------------------------- | ---------------- | ------------------------------- | ----------------------- | ----------------- |
| 1           | 1           | «El código de las dunas»        | Joaquín Llamas   | Ignasi Rubio                    | 11 de noviembre de 2019 | 1 585 000 (10,5%) |
| 2           | 2           | «La ruta del halcón»            | Joaquín Llamas   | Ignasi Rubio y Guadalupe Rilova | 18 de noviembre de 2019 | 1 471 000 (9,5%)  |
| 3           | 3           | «Oasis de vida y muerte»        | Manuel Estudillo | Ignasi Rubio y Guadalupe Rilova | 25 de noviembre de 2019 | 1 438 000 (9,9%)  |
| 4           | 4           | «La soledad del viento»         | Manuel Estudillo | Ignasi Rubio                    | 2 de diciembre de 2019  | 1 402 000 (9,5%)  |
| 5           | 5           | «Amar sin haber amado»          | Joaquín Llamas   | Ignasi Rubio y Guadalupe Rilova | 9 de diciembre de 2019  | 1 474 000 (10,1%) |
| 6           | 6           | «La última piedra del desierto» | Joaquín Llamas   | Ignasi Rubio                    | 16 de diciembre de 2019 | 1 416 000 (9,4%)  |

#### Titanes sin fronteras
| Programas emitidos | Programas emitidos | Programas emitidos | Programas emitidos | Programas emitidos |
| N.º                | Fecha de emisión   | Destino            | Audiencia          |                    |
| ------------------ | ------------------ | ------------------ | ------------------ | ------------------ |
| 1                  | 11/11/2019         | Sierra Leona       | 509 000 (5,4%)     |                    |
| 2                  | 18/11/2019         | Líbano             | 463 000 (4,9%)     |                    |
| 3                  | 25/11/2019         | Colombia           | 393 000 (4,2%)     |                    |
| 4                  | 02/12/2019         | Tanzania           | 546 000 (5,9%)     |                    |
| 5                  | 09/12/2019         | Bangladés          | 512 000 (5,4%)     |                    |
| 6                  | 16/12/2019         | Ecuador            | 435 000 (4,5%)     |                    |